# 乌兹别克苏维埃社会主义共和国
乌兹别克苏维埃社会主义共和国，是苏联設立的第六個加盟共和国，於外高加索聯邦被撤銷后為第五個加盟共和國，简称乌兹别克。
烏茲別克于1917年11月建立苏维埃政权，1924年10月28日成立乌兹别克自治苏维埃社会主义共和国并且加入俄羅斯聯邦，於1925年5月13日脫離俄羅斯聯邦改制升格為蘇聯直轄的加盟共和國。在1991年8月31日宣布独立，改国名为乌兹别克斯坦共和國。
乌兹别克苏维埃社会主义共和国有一个自治共和国：卡拉卡爾帕克蘇維埃社會主義自治共和國。此外，塔吉克原本也是烏茲別克管轄下的自治共和國，後來在1928年脫離烏茲別克成爲蘇聯直轄的加盟共和國。
蘇聯時期的烏茲別克，由於受一黨專政的社會主義與後來大清洗和第二次世界大戰的影響，伊斯蘭教受到嚴重限制，有較多移民從俄羅斯與烏克蘭遷徙而來。烏茲別克的領土曾與哈薩克蘇維埃社會主義共和國進行多次調整置換。在經濟上，由於防備納粹德國入侵，蘇聯將俄羅斯西部的眾多工廠和工人遷來，奠定了烏茲別克電力、化工、礦業、天然氣、石油等工業的基礎。

## 国家领导人

### 最高苏维埃主席
- 乌斯曼·尤苏波夫（1938年7月17日－1947年3月13日）
- 阿卜杜拉扎克·马夫利亚诺夫（1947年3月13日－1950年8月19日）
- 努里金·毛希丁诺夫（1950年8月19日－1951年5月18日）
- 阿里夫·哈基莫夫（1956年－1959年）
- 拉苏尔·古拉莫夫（1959年－1961年5月30日）
- 米尔扎马哈茂德·穆萨哈诺夫（1961年5月30日－1963年3月22日）
- 阿比德·萨德科夫（1963年3月22日－1967年4月13日）
- 萨格迪·西拉日迪诺夫（1967年4月13日－1980年3月14日）
- 阿萨迪拉·霍贾耶夫（1980年3月14日－1983年9月6日）
- 埃尔金·尤苏波夫（1983年12月20日－1985年3月30日）
- 普拉特·哈比布拉耶夫（1985年3月30日－1988年4月9日）
- 拉苏尔·古拉莫夫（1988年4月9日－1990年3月24日）
- 米尔扎奥利姆·易卜拉欣莫夫（1990年3月26日－1991年6月12日）
- 沙夫卡特·尤尔达舍夫（1991年6月12日－1993年12月18日）
- 埃尔金·哈利洛夫（1993年12月18日－1995年2月23日）

### 最高苏维埃主席团主席
- 尤尔达什·阿洪巴巴耶夫（1938年7月21日－1943年2月28日）
- 阿卜杜瓦利·穆米诺夫（1943年3月21日－1947年3月17日）
- 阿明·尼亚佐夫（1947年3月17日－1950年8月21日）
- 沙拉夫·拉希多夫（1950年8月21日－1959年3月24日）
- 亚德加尔·纳斯里丁诺娃（1959年3月24日－1970年9月25日）
- 纳扎尔·马恰诺夫（1970年9月25日－1978年12月20日）
- 伊纳姆容·奥斯曼霍贾耶夫（1978年12月22日－1983年12月20日）
- 阿基尔·萨利莫夫（1983年12月20日－1986年12月5日）
- 拉菲克·尼沙诺夫（1986年12月9日－1988年4月9日）
- 普拉特·哈比布拉耶夫（1988年4月9日－1989年3月6日）
- 米尔扎奥利姆·易卜拉欣莫夫（1989年3月6日－1990年3月24日）

总统：
- 伊斯兰·卡里莫夫（1990年3月24日－1991年8月31日）

### 人民委员会、部长会议主席
- 法伊祖拉·霍贾耶夫（1925年2月17日－1937年6月17日）
- 阿卜杜拉·卡里莫夫（1937年7月26日－10月1日）
- 苏丹·塞吉兹巴耶夫（1937年10月2日－1938年7月23日）
- 阿卜杜贾巴尔·阿卜杜拉赫曼诺夫（1938年7月23日－1950年8月21日，1946年3月15日起改称部长会议主席）
- 阿卜杜拉扎克·马夫利亚诺夫（1950年8月21日－1951年5月18日）
- 努里金·毛希丁诺夫（1951年5月18日－1953年4月7日，第1次）
- 乌斯曼·尤苏波夫（1953年4月7日－1954年12月18日）
- 努里金·毛希丁诺夫（1954年12月18日－1955年12月22日，第2次）
- 萨比尔·卡马洛夫（1955年12月22日－1957年12月30日）
- 曼苏尔·米尔扎艾哈迈多夫（1957年12月30日－1959年3月16日）
- 阿里夫·阿利莫夫（1959年3月16日－1961年9月27日）
- 拉赫曼库尔·库尔班诺夫（1961年9月27日－1971年2月25日）
- 纳尔马洪马季·胡代别尔德耶夫（1971年2月25日－1984年12月3日）
- 盖拉特·卡迪罗夫（1984年12月3日－1989年10月21日）
- 米拉卡特·米尔卡西莫夫（1989年10月21日－1990年3月24日）
- 舒克鲁洛·米尔塞多夫（1990年3月24日－11月1日）